# Amanichareqerem
Amanichareqerem war ein nubischer König, der  im ersten nachchristlichen Jahrhundert regierte. Außer seinem Eigennamen Amanichareqerem ist von ihm  der Thronname Nebmaatre belegt.

## Allgemeines
Amanichareqerem ist auf zwei Widderfiguren und dem sogenannten „Omphalos von Napata“ zu finden. Neuere Funde zeigen, dass der Herrscher vor allem auch in Naqa (Naga) bautätig war. Von dort stammt ein kürzlich gefundenes Sandsteinmedaillon, das ihn mit der Errichtung des Tempels  von Naga in Verbindung bringt. Die dortigen Reliefs gehören zu den feinsten Beispielen nubischer Kunst.
Der Herrscher wurde bisher in das zweite nachchristliche Jahrhundert datiert, doch deuten die Paläographie seiner Inschriften und der Stil seines Tempels in Naqa an, dass er kurz nach Natakamani regierte.